# Свети Фотије и Аникита
Свети мученици Фотије, Аникита и други с њима су хришћански светитељи и ранохришћански мученици.
Живели су у граду Никомидија у Витинијске области, време великог прогона хришћана од стране паганског цара Диоклецијана.
Према Житијама ових светитеља Аникита је у сред великог прогона хришћана, ступио пред цара Диклецијана  и неустрашиво исповедио да је Господ Исус Христос истинити Син Божји и Бог, и изложио цару веру о беспочетном рођењу Сина Божијег и о Његовом оваплоћењу, у потребно време, ради спасења људског рода. У исто време свети Аникита је разобличио заблуду идолопоклонства, називајући незнабожачке богове глувима и неосетљивима, и завршио речима: "Царе, муке које си за хришћане спремио и објавио, ни најмање нас не плаше, јер су све муке ништа за нас, и ми се никада нећемо поклонити бездахним идолима".
Цар је након тога наредио да му се одмах одсече језик. Но свети Аникита, и након штп му је одсечен језик, настави да говори, славећи Христа Бога. Затим је наредио да га туку воловским жилама док му кости нису провириле кроз кожу. Међутим свети Аникита, јуначки подносећи то мучење као у туђем телу, громко је проповедао присутном народу да је Христос једини истинити Бог.  После тога цар је наредио да Аникиту предају зверовима да га поједу. Пустили су га међу лавове који су ужасно рикали, али када се приближио мученику постао је кроткак и умиљавао се светом мученику. Свети Аникита је тада повикао: „Благодарим Ти, Господе Исусе Христе, што си ме избавио од зуба овога звера! Молим Те, Господару, и у предстојећем подвигу пружи ми у помоћ десницу Своју, да бих узмогао победити мучитељеву јарост и удостојити се мученичког венца од Тебе”.
Пошто се свети мученик помолио, настао је земљотрес, и Херкулово идолиште се срушило са његовим идолом, и при томе су многи незнабошци погинули под њиховим рушевинама. Тада је цар наредио да мученикову главу одсеку мачем. Но када џелат при покушају да подигне мач, клонуо је и пао на земљу, непомичан као да је мртав. Видећи то, Диоклецијан нареди да мученика привежу за точак који се налазио усред оштрих гвоздених полуга, да подложе огањ и да окрећу точак, да би свети мученик умро кидан оштрим гвожћем и паљен огњем. Но свети Аникита, привезан за точак, наставио је да се моли: “Господе Исусе Христе, ослободи ме од овог мучилишта ради присутних, да би они који ме посматрају, видећи Твоју брзу помоћ, могли јуначки противстати мучитељу и примити од Тебе венац победе”. – И тог часа се ланци на светом Аникити су се покидали, точак се зауставио и огањ угасио.
Видевши све то, његов сродник Фотије, одбаци сваки страх од себе, изађе испред присутног народа, приђе му, загрли га и пољуби, називајући га оцем и посредником свога спасења, и тиме показујући да је готов поднети за Христа исте те муке. Затим, обраћајући се цару, Фотије рече: „Застиди се, идолопоклониче! богови су твоји ништа”. 
После тога светог Аникиту и Фотија заједно су бацили у тамницу. Након три дана цар је наредио да их наге обесе на мучилишту и да им тела стружу железним ноктима, жегући им ране свећама, па да их затим камењем туку. Но све те муке светитељи су подносили с радошћу, и благодараили Богу. Пошто то није помогло враћени су поново у тамницу.
По истеку три године свети мученици су поново изведени на мучење. Цар је тада наредио да се народно камено купатило загрева три дана, па да се у њега затворе мученици. Свети Аникита и Фотије у том купатилу су наставили са молитвом Богу, и купатило се распукло, и из зида је избио извор воде који их је освежио.  Цар, након тога, нареди да се сазида огромна пећ, учвршћена на четири гвоздена стуба; тако да у њој може стати мноштво људи, намеравајући да у њој спали не само ова два света мученика него и све хришћане које буде пронашао. Хришћани су, не чекајући да их незнабошци хватају и бацају у пећ, сами заједно са женама и децом долазили журно к пећи громко кличући: „Хришћани смо! поштујемо Бога јединога!”
У пећ су најпре ушли свети мученици Аникита и Фотије; затим и  мноштво хришћана, који се тамо сабрали, подигавши руке к небу и помоливши се, ушли су у пећ. И из пламена хришаћни су клицали: “Благодаримо Ти, свесилни Боже Оче, што си нас Јединородним Твојим Сином, Господом нашим Исусом Христом, сабрао на овај мученички венац; молимо Ти се, Свемилосрдни, пружи одозго руке Своје и прими душе наше у вечни покој који си уготовио исповедницима Твојим”.  Многи од незнабожаца су тада поверовали у Христа и након тога се крстили. Ово страдање десило се 305. године.
Православна црква помиње светог Фотија и Аникиту 12.(25.) августа.